# CHL Import Draft 2015
CHL Import Draft 2015 – 24. draft CHL w historii. Łącznie wybrano 78 zawodników (przewidziano 120 wyborów).

## Wybrani
Pozycje: B – bramkarz, LO – lewy obrońca, PO – prawy obrońca, C – center, LS – lewoskrzydłowy, PS – prawoskrzydłowy

Ligi: OHL – Ontario Hockey League, QMJHL – Quebec Major Junior Hockey League, WHL – Western Hockey League

### Runda 1
| #  | Zawodnik (pozycja)        | Pochodzenie | Klub macierzysty           | Klub wybierający (liga)       |
| -- | ------------------------- | ----------- | -------------------------- | ----------------------------- |
| 1  | Władimir Kuzniecow (LS)   | Rosja       | Awto Jekaterynburg         | Acadie-Bathurst Titan (QMJHL) |
| 6  | Michaił Siergaczow (LO)   | Rosja       | Irbis Kazań                | Windsor Spitfires (OHL)       |
| 12 | Alexander Nylander (C)    | Szwecja     | AIK J20                    | Mississauga Steelheads (OHL)  |
| 24 | Patrik Laine (PS)         | Finlandia   | Tappara                    | Sarnia Sting (OHL)            |
| 40 | Aleksandr Diergaczow (PS) | Rosja       | SKA-1946 Sankt Petersburg  | Shawinigan Cataractes (QMJHL) |
| 42 | Sciapan Falkouski (LO)    | Białoruś    | Junost' Mińsk              | Ottawa 67’s (OHL)             |
| 29 | Artiom Minulin (PO)       | Rosja       | Stalnyje Lisy Magnitogorsk | Swift Current Broncos (WHL)   |
| 50 | Rodrigo Ābols (C)         | Łotwa       | HK Rīga                    | Portland Winterhawks (WHL)    |
| 51 | Julius Nättinen (C)       | Finlandia   | JYP                        | Barrie Colts (OHL)            |

### Runda 2
| #   | Zawodnik (pozycja)       | Pochodzenie | Klub macierzysty   | Klub wybierający (liga)              |
| --- | ------------------------ | ----------- | ------------------ | ------------------------------------ |
| 65  | Ihor Mereżko (O)         | Ukraina     | EC Salzburg U20    | Lethbridge Hurricanes (WHL)          |
| 106 | Christian Blomqvist (PS) | Szwecja     | Djurgårdens IF J20 | Blainville-Boisbriand Armada (QMJHL) |